# Ikaruga (videogioco)
Ikaruga (斑鳩?) è uno sparatutto a scorrimento verticale sviluppato dalla Treasure. È il seguito spirituale di Radiant Silvergun (1998) ed è stato distribuito inizialmente in Giappone nel dicembre 2001 nelle sale giochi arcade. La storia tratta della battaglia di un pilota ribelle chiamato Shinra contro una nazione nemica a bordo di uno speciale velivolo chiamato Ikaruga, che ha la peculiarità di cambiare polarità, da bianca a nera. Questa meccanica della polarità è la caratteristica principale del gioco e fa da fondamenta al design degli stage e dei nemici. Tutti i nemici e i proiettili sono o bianchi o neri, e i proiettili che colpiscono la nave del protagonista sono assorbiti se sono dello stesso colore di quest'ultima e al contrario sono letali. Il gioco presenta una modalità in giocatore singolo e una modalità cooperativa per due giocatori.
Lo sviluppo di Ikaruga cominciò durante il tempo libero del direttore Hiroshi Iuchi, mentre la Treasure era impegnata nello sviluppo di Sin and Punishment (2000). Ikaruga era pensato inizialmente come seguito diretto di Radiant Silvergun, da cui prende molti elementi, mentre la meccanica della polarità deriva da Silhouette Mirage (1997), sempre di Treasure. Durante le fasi prototipali del gioco, le munizioni del giocatore erano limitate. Il meccanismo di assorbimento dei proiettili era un modo per rifornirsi di munizioni, tuttavia, questo fu considerato un punto debole poiché causava troppe interruzioni nell'azione. In linea con la filosofia del game design di Treasure, Ikaruga fu creato con l'intento di sfidare le convenzioni classiche del game design e sviluppare un nuovo tipo di shooter. Tutti e cinque gli staff di Treasure lavorarono su Ikaruga, insieme a tre staff di supporto di G.rev.
Dalla sua iniziale distribuzione nelle sale giochi giapponesi, l'accoglienza fu mista. Lo staff di Treasure spiegò che era dovuto al fatto che i giocatori si aspettavano uno shooter più classico, ma invece incontrarono un sistema di gioco diverso, che presentava elementi più simili ai videogiochi rompicapo che al gameplay frenetico del bullet-dodging. In 2002, Ikaruga fu portato sul Dreamcast in Giappone, e cominciò a crescere un grande seguito in tutto il mondo grazie all'importazione. Fu più tardi pubblicato anche in occidente, nel 2003, sul GameCube, dove ricevette recensioni positive. La critica elogiò la grafica, il comparto artistico e quello sonoro. Fu invece criticata la difficoltà. La maggior parte dei critici considerava le scelte peculiari di game design innovative, ma alcuni ritenevano che minavano molti degli elementi classici del genere. Ikaruga fu successivamente portato sulla Xbox 360, su Microsoft Windows, su Nintendo Switch e sulla PlayStation 4. In retrospettiva, Ikaruga è ritenuto dai critici come uno dei migliori shoot 'em up di tutti i tempi e uno dei capolavori di Treasure.

## Trama
Diversi anni fa, il sovrano della piccola nazione insulare di Horai, Tenro Horai, scoprì un incredibile potere magico nelle profondità della terra che gli dava una forza simile a quella degli dei, l'Ubusunagami Okinokai. Tenro e i suoi seguaci usarono questo potere per conquistare altre nazioni. Una federazione ribelle chiamata Tenkaku emerse per sfidare gli Horai. Combatterono per liberare il mondo dalle conquiste degli Horai, ma persero battaglia dopo battaglia. Alla fine furono quasi completamente spazzati via, tranne un giovane sopravvissuto di nome Shinra. Shinra partì per combattere di nuovo Horai, ma fu abbattuto e si schiantò in un villaggio remoto chiamato Ikaruga. Il villaggio era abitato da persone esiliate a causa dell'espansione degli Horai. Gli abitanti del villaggio salvarono Shinra dai rottami dell'aereo e lo curarono. Dopo la guarigione, Shinra dichiarò di essere ancora determinato a continuare la battaglia contro Horai. Gli abitanti del villaggio gli affidarono un aereo da combattimento che loro stessi avevano costruito, chiamato Ikaruga, che era stato appositamente progettato e nascosto in un luogo segreto sotto il villaggio. Era la prima nave costruita per utilizzare e commutare tra due polarità di energia, bianca e nera.

## Modalità di gioco
Ikaruga è uno shoot 'em up a scorrimento verticale. Il gioco presenta cinque stage, tre livelli di difficoltà, e supporta la modalità a giocatore singolo nonché la cooperativa a due giocatori. Il giocatore pilota il caccia Ikaruga, muovendosi per evitare ostacoli e altri pericoli. Una caratteristica chiave del gameplay di Ikaruga è il suo sistema di polarità. Il giocatore può premere un pulsante in qualsiasi momento per cambiare la polarità della propria nave tra bianco e nero. Mentre è bianca, la nave assorbirà i proiettili bianchi nemici e immagazzina il loro potere per poi rilasciarlo con un attacco speciale; tuttavia, se la nave è bianca e viene colpita da proiettili neri sarà distrutta, e se la nave è nera vale il viceversa. Anche i caccia nemici hanno la polarità bianca e nera. Se la nave del giocatore è di un colore diverso da quella del nemico, i proiettili del giocatore infliggeranno il doppio del danno rispetto al caso in cui i colori sono uguali. Se un nemico viene distrutto con la stessa polarità del giocatore, la nave espellerà energia che può essere assorbita oppure, se il giocatore cambia subito polarità, rivelarsi un danno fatale.
Ikaruga non presenta alcun pick-up o power-up; invece, il giocatore può contare solo sulla sua arma da fuoco standard e su un laser a ricerca. I proiettili assorbiti contribuiscono a costruire l'attacco del laser a ricerca. La potenza dell'attacco aumenta di un livello ogni 10 proiettili nemici assorbiti. Ogni livello equivale a un laser, con un massimo di 12 che possono essere immagazzinati. Un laser a ricerca è dieci volte più potente di un colpo standard. Il sistema di punteggio del gioco si basa sul concatenamento degli attacchi per guadagnare bonus. Distruggendo tre caccia nemici dello stesso colore di fila, il giocatore guadagnerà un bonus. Il giocatore guadagnerà 100 punti per il suo primo bonus a catena, e il doppio per ogni bonus successivo. Questi bonus possono essere moltiplicati fino a un massimo di 25.600, ma se vengono interrotti distruggendo un nemico fuori dall'ordine, il bonus verrà resettato.
Le versioni per console casalinghe presentano modalità di gioco aggiuntive oltre alla modalità arcade standard. Sono disponibili modalità che permettono ai giocatori di fare pratica su singoli stage già sbloccati a velocità normale o lenta. È disponibile una modalità sfida che registra i punteggi dei giocatori e li confronta con quelli degli altri in tutto il mondo. Se si verificano determinate condizioni, si sblocca una modalità prototipo che limita il numero di proiettili del giocatore. I proiettili devono essere assorbiti per mantenere le munizioni. Esiste un modo alternativo di giocare, chiamato "Bullet Eater", in cui il giocatore non spara alcun colpo e invece naviga attraverso gli stage assorbendo proiettili.

## Sviluppo e distribuzione

### Sviluppo
Lo sviluppo di Ikaruga è iniziato mentre Sin and Punishment (2000) di Treasure era ancora in sviluppo. Ikaruga è stato autofinanziato (e in seguito autopubblicato). Dal momento che le risorse della compagnia erano destinate a Sin and Punishment, il direttore Hiroshi Iuchi lavorò su Ikaruga a casa nel suo tempo libero e sviluppò un prototipo con l'aiuto del programmatore Atsutomo Nakagawa. Ikaruga condivide elementi di base del gameplay degli sparatutto con un precedente sparatutto Treasure, Radiant Silvergun (1998). Inoltre, gli elementi di polarità sono simili a quelli del loro precedente gioco Silhouette Mirage (1997). Un'altra fonte di ispirazione fu il sistema di difesa in Shinrei Jusatsushi Taromaru (1997) per Sega Saturn. Iuchi ha riutilizzato gli sprite di Radiant Silvergun per poter finire velocemente il prototipo. Una caratteristica unica del progetto originale era una fornitura limitata di munizioni. La scorta del giocatore veniva rifornita assorbendo i proiettili dei nemici. Questo meccanismo era considerato debole, poiché creava dei vuoti nell'azione quando non si potevano sparare proiettili. Le idee di gioco della versione prototipo furono poi incluse in una speciale modalità bonus nel gioco finale. Dopo ulteriori test e consultazioni tra i membri del team, il sistema di gioco finale fu implementato.
Ikaruga è stato descritto come un sequel spirituale di Radiant Silvergun. Originariamente, Radiant Silvergun era destinato ad essere una trilogia, e durante l'inizio dello sviluppo Ikaruga era pensato come un sequel diretto, con il nome in codice "Project RS-2". Il tema concettuale per Radiant Silvergun era "World" (mondo), e per Ikaruga era "Will" (volontà). In linea con la filosofia del game design di Treasure, Ikaruga è stato intenzionalmente progettato per sfidare le convenzioni classiche del game design e sviluppare un nuovo tipo di gioco shooter. La difficoltà del gioco risiede negli elementi puzzle-like del cambiare la polarità piuttosto che nello schivare i proiettili. A differenza di Radiant Silvergun, il sistema di punteggio non era legato al gameplay. In questo modo, il gioco è stato progettato per attrarre sia i giocatori che giocano per il punteggio che quelli che non lo fanno. All'inizio, gli stage erano stati progettati con il sistema di combo in mente, tuttavia questo rendeva il percorso ottimale troppo ovvio. Di conseguenza, il team ha ridisegnato gli stage e i nemici in modo che fosse più difficile per il giocatore determinare il percorso per il punteggio più ottimale. Il ritmo del gioco segue un approccio "montagna e valle", in cui la musica e l'azione raggiungono un picco, seguito da un'atmosfera malinconica, per poi riprendere il ritmo. Al momento della fine dello sviluppo, 5 membri dello staff di Treasure avevano lavorato al gioco, oltre a 3 membri dello staff di supporto di G.rev che stava raccogliendo fondi per sviluppare un proprio sparatutto, Border Down (2003).

### Distribuzione

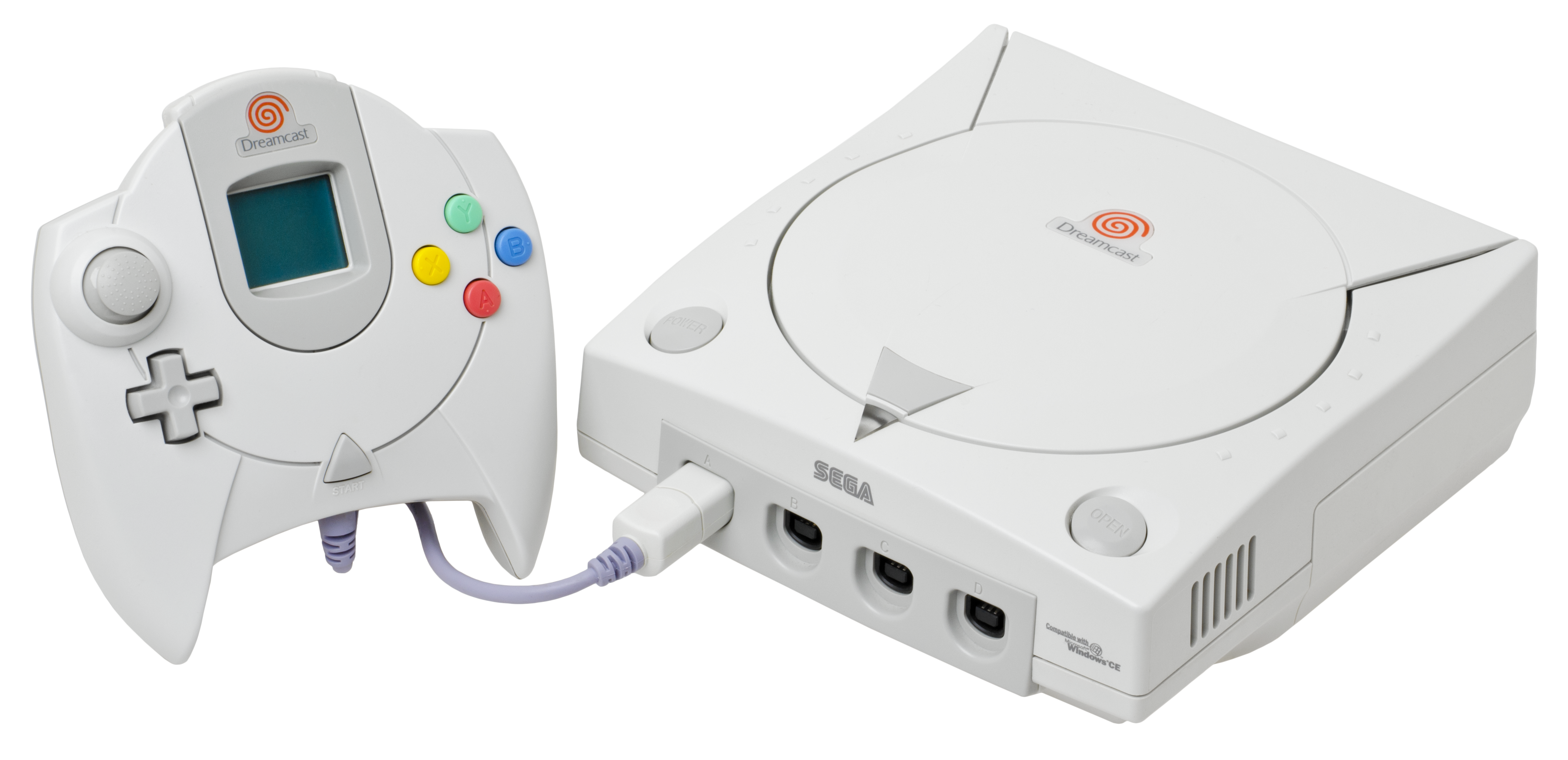
Il porting per Dreamcast di Ikaruga fu importata dai giocatori in tutto il mondo e guadagnò un grande seguito prima della sua distribuzione occidentale ufficiale

Ikaruga fu indirizzato allo zoccolo duro degli appassionati di Treasure, dato che soddisfare loro era la principale priorità del gruppo. Sebbene il gioco fosse stato principalmente sviluppato per la piattaforma arcade Sega NAOMI, era consuetudine che i giochi di NAOMI venissero portati sul Dreamcast, e quindi il team di sviluppo lo aveva in mente. La versione per NAOMI fu controllata su un Dreamcast, quindi il porting è stato molto semplice. Ikaruga fu distribuito per la prima volta negli arcade in Giappone il 20 dicembre 2001. Un porting per Dreamcast fu pubblicato esclusivamente in Giappone il 5 settembre dello stesso anno. Anche se non era ancora stato pubblicato in occidente, Ikaruga cominciò ad attirare una folta cerchia di seguaci anche in America del Nord. Il 16 gennaio 2003, Infogrames pubblicò Ikaruga per il GameCube in Giappone sotto la loro etichetta Atari. Più tardi in quel mese Infogrames confermò che la versione per GameCube di Ikaruga sarebbe arrivata in Nord America ed Europa, con i rappresentanti di Infogrames che hanno menzionato la popolarità del gioco in Giappone e la crescente fanbase intorno al mondo. Il gioco fu infine pubblicato il 15 aprile 2003 in Nord America e il 9 maggio 2003 in Europa.
Il 12 settembre 2007, Microsoft ha annunciato che stava progettando di rilasciare Ikaruga su Xbox Live Arcade per Xbox 360. È stato rilasciato il 9 aprile 2008, e ha incluso nuove caratteristiche come classifiche, risultati, e la possibilità di registrare e rigiocare i playthrough. Treasure ha poi pubblicato Ikaruga sulla piattaforma di distribuzione arcade, NESiCAxLive, l'8 agosto 2013. Nell'ottobre 2013, Treasure ha inserito il titolo nel processo di Steam Greenlight per portare il gioco (basato sulla versione Xbox 360) su Microsoft Windows, con la speranza di portare in seguito anche i loro altri titoli sulla piattaforma. Il gioco è stato pubblicato su Steam il 18 febbraio 2014. È stato anche pubblicato per Nintendo Switch da Nicalis il 29 maggio 2018, supportando entrambi gli orientamenti dello schermo orizzontale e verticale. Nel giugno 2018, Ikaruga è stato pubblicato anche su PlayStation 4. Il 22 novembre 2019, Nicalis ha annunciato che erano in produzione le copie fisiche sia per Nintendo Switch che per PlayStation 4.

## Accoglienza
All'inizio in Giappone Ikaruga fu valutato in maniera contrastante. I giocatori elogiavano lo stile visivo e le musiche, ma erano divisi nel sistema di gioco. Il direttore Hiroshi Iuchi fece notare che i giocatori gli dicevano: “questo non è un gioco arcade...rendilo più coinvolgente e veloce.” Sia Iuchi che il producer Masoto Maegawa affermarono che questa accoglienza mista era dovuta al fatto che i giocatori si aspettavano uno shooter più classico. Entrambi ritenevano che Ikaruga fosse un nuovo tipo di shooter e che portare varietà fosse importante per la crescita dei videogiochi. A febbraio 2002, Game Machine lo classificò come il quinto gioco arcade più popolare in Giappone al tempo. L'originale porting su Dreamcast di Ikaruga fu ben accolto da Greg Kasavin di GameSpot, che elogiò la parte visiva, sonora e la difficoltà stimolante. Elogiò il gioco anche per aver riportato un genere "morto" sotto i riflettori, affermando che "Ikaruga prende 20 anni di grandi idee nel game design e in qualche modo riesce a innovarle...per fare un gioco sia familiare sia completamente unico."
La versione per GameCube ricevette recensioni generalmente favorevoli dalla critica occidentale. Il comparto grafico, lo stile artistico e il sonoro sono stati universalmente elogiati ma è stata criticata la breve longevità del gioco. I critici erano concordi nel definire il game design di Ikaruga "innovativo", "intelligente" e "unico". La difficoltà è stata considerata invitante per gli appassionati del genere, ma al tempo stesso una barriera per i neofiti. Tyrone Rodriguez di IGN lo definì "uno shooter per i fan degli shooter" e Corbie Dillard di Nintendo Life affermò "se sei un fan degli shooter, devi assolutamente possedere almeno una versione di questo capolavoro". IGN classificò Ikaruga come il loro Game of the Month (gioco del mese) per aprile 2003, mentre GameSpot lo ha definito il miglior titolo per GameCube di quel mese. L'accoglienza dei porting per Xbox 360 e Windows è stata simile alla versione per GameCube.  Topher Cantler di Destructoid diede a Ikaruga il punteggio pieno e lo chiamò una "opera d'arte". Sebbene molti critici siano d'accordo nell'affermare che il game design unico di Ikaruga sia una caratteristica positiva, secondo Simon Parkin di Eurogamer il suo design fresco è anche un punto debole, nel senso che copre molti degli elementi che definiscono gli shoot 'em up e trasforma il gioco in qualcosa di diverso e "imperscrutabile". Anche le recensioni del porting per Switch sono state positive.
Ikaruga continua ad essere uno degli shooter più apprezzati di tutti i tempi. I porting per Xbox 360, Windows e Switch hanno ricevuto recensioni positive. IGN ha votato Ikaruga come il terzo miglior sparatutto 2D di tutti i tempi. Adam Smith di Rock, Paper, Shotgun ha definito Ikaruga una delle più grandi opere di Treasure e "uno dei giochi più perfetti che abbia mai giocato". Kurt Kalata di Hardcore Gaming 101 ha condiviso sentimenti simili, definendolo uno dei giochi più popolari di Treasure e "uno degli sparatutto più notevoli di tutti i tempi".
Le versioni per Dreamcast e GameCube hanno venduto 33.860 unità fisiche in Giappone. La versione Xbox Live Arcade ha venduto 137.088 unità digitali su Xbox 360, a partire dal 2011. La versione PC ha venduto 128.543 unità digitali su Steam, a partire dal 1º luglio 2018.

### Annotazioni
1. ↑  Ikaruga è il nome comune giapponese per l'Eophona personata, una specie di uccelli.
2. ↑  Nel porting per GameCube, questa classifica richiedeva al giocatore di inserire un codice online.